# Монос (филм)
Монос је филм из 2019. године са интернационалним тимом продуцената на челу са режисером Алехандром Ландесом. Алехандро Ландес и Алексис дос Сантос су написали сценарио, а продуцирали су Фернандо Епстајн, Сантијаго Запта, Мартин Солибаке, Кристина Ландес и Алехандро Ландес. Улоге тумаче Џујлијанa Николсон и Мосес Аријс. Филм прати групу наоружаних тинејџера са задатком да чувају таоца. Филм је објављен у САД 13. септембра 2019. године, испраћен похвалама критичара.
Светска премијера филма била је 26. јануара 2019, на Санденс фестивалу, где филм и осваја награду специјалног жирија. Изабран је и за званичног колумбијског представника за учешће у интернационалним наградама и наградама зе филм шпанског говорног подручја.

## Радња
На удаљеном колумбијском врху, Монос,група тинејџера, која се одазива само на своја ратна имена, извршавају своје војничке дужности свакодневне вежбе и надгледања затворенице која нам је позната само под именом „Доктора”. Посећује их једино свирепи Писмоноша који надгледа њихов тренинг и напредак. Двоје из јединице, Лејди и Булф,траже дозволу да буду у емотивној вези што Писмоноша одобрава. Пре него што одлази оставља им краву Шакиру о којој треба да брину.
То вече одржава се славље поводом нове везе, што други војници увеличавају пуцњавом, у којој Куче убија краву Шакиру. Монос кажњава Куче тако што га тера самицу. Булф, вођа јединице извршава самоубиство. Њихо необуздано понашање прекида напад ривалске групе. Приморени су да преселе свој камп у џунглу. Доктора покушава да побегне али неуспешно. Бигфут разбија радио њихову једину везу са спољашњим светом, и проглашава их независном организацијом.
Писмоноша поново посећује јединицу, сада већ пуну ривалства и издајника, и са собом одводи Бигфута због недоличног понашања, о којем му говоре други чланови јединице. Бигфут убија Писмоношу на моторноном чамцу и враћа се назад у камп.
Рамбо, један од чланова јединице, покушава да побегне и на реци наилази на човека, који га на свом чамцу одводи кући. Доктора креће у поновно бекство. Штрумф, који је кажњен од стране јединице и завезан за дрво, је моли да га поведе са собом, али она одбија.
Монос улази у траг Рамбу и нападају кућу у којој се он налази и убијају човека који га је спасао и његову жену. Док Рамбо бежи, у позадини телевизија извештава да је Доктора уочена у џунгли и да ће бити спашена. Бигфут, Бум Бум и Куче крећу да јуре Рамба који успева да им побегне и насукан на обали реке бива пронађен од стране војног хеликоптера.

## Продукција
Филм је делимично инспирисан романом Господар мува Вилијама Голдинга и Срце таме Џозефа Конрада.Од филмских утицаја истичу се Иди и гледај, совјетски филм на тему Другог светског рата, и Beau Travail, француски филм о легији странаца."Монос" шифровано име јединице као и наслов филма, на шпанском површно значи мајмуни, такође може асоцирати и на mono- грчког порекла, што би значло један, једно, усамљен.

## Критика
На сајту посвећеном оцењивању филмова Ротен томејтоуз, филм има 93% позитивних оцена на основу 128 критика, са просечном оценом 8,08/10. Ротен томејтоуз каже о филму да је визуелно диван, али и тера на размишљање, Монос пружа неугодан поглед на људску природу.На Метакритику, филм има 78 бодова од 100 на основу 27 критика, што говори о "генерално позитивним утисцима".

## Спољашњи извори
- Званични сајт
- Монос на IMDb